# Kiban
Kiban is een gemeente (commune) in de regio Koulikoro in Mali. De gemeente telt 12.400 inwoners (2009).
De gemeente bestaat uit de volgende plaatsen:
- Bako
- Dialakoro Banamba
- Dialakoro Peulh
- Kiban
- M’Piabougou
- Thiérola